# Філіпа Соза
Філі́па Со́за (порт. Filipa Sousa; нар. 2 березня 1985 року, Албуфейра, Португалія) — португальська співачка. Представниця Португалії на пісенному конкурсі Євробачення 2012 в Баку.
10 березня 2012 року була обрана, щоб представити свою країну Євробаченні. Пісня «Vida minha» була виконана у другому півфіналі. За результатами півфіналу, який відбувся 24 травня, композиція не пройшла до фіналу.